# Acynodon
Acynodon — викопний рід крокодилів, близький до сучасних алігаторових, що існував в Європі наприкінці крейдового періоду (83-66 млн років тому). Рештки цього крокодила знайдені у Франції, Іспанії, Італії та Словенії.

## Опис
В Acynodon була широка та коротка морда. Зубний ряд був синапоморфним зі збільшеними молярами та відсутніми іклами. Крокодил, ймовірно, полював на малорухливу здобич з твердими покривами. Тіло тварини покривали остеодерми з подвійним кілем.